# نهر ميناراندرا
نهر ميناراندرا (بالملغاشية: Menarandra) هو نهر يقع في منطقتي أندروي وأتسيمو-أندرفانا في جنوب مدغشقر. يصب النهر في المحيط الهندي.
يعد التصريف النهري السنوي لميناراندرا منخفض حيث يبلغ 2-3 لتر بالثانية بالكيلومتر المربع الواحد في قرية ترانوروا التي يمر منها الطريق الوطني العاشر. يشكل مجرى النهر في المنطقة الواقعة ما بين قرية ترانوروا ومصب النهر في المحيط الهندي الحدود الفاصلة ما بين منطقتي أندروي وأتسيمو-أندرفانا.